# Nancy Birdsall

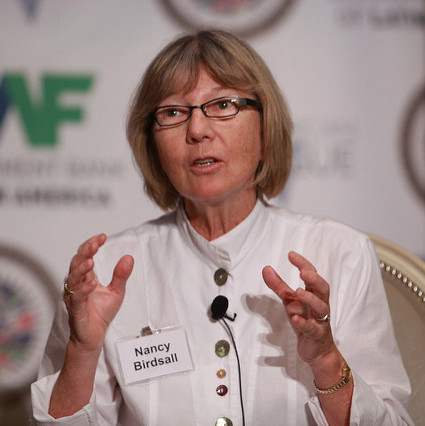
Nancy Birdsall

Nancy Birdsall (* 6. Februar 1946) ist eine amerikanische Wirtschaftswissenschaftlerin, die Gründungspräsidentin des Center for Global Development (CGD) in Washington, D.C. und die ehemalige Vizepräsidentin der Interamerikanischen Entwicklungsbank.

## Leben und Wirken
Birdsall schloss im Jahr 1979 ihr Studium in Volkswirtschaftslehre in Yale mit dem Doktorat (Ph.D.) ab.
Sie gründete das Center for Global Development (CGD) gemeinsam mit C. Fred Bergsten und Edward W. Scott, Jr. im November 2001.
Bevor sie Präsidentin von CGD wurde, war Birdsall für drei Jahre Direktorin des Economic Reform Project am Carnegie Endowment for International Peace. Dort konzentrierte sich ihre Arbeit insbesondere auf Globalisierung und Ungleichheit, aber auch die Reform der internationalen Finanzinstitutionen gehörte zu ihren Interessen. Von 1993 bis 1998 war sie bei der Interamerikanischen Entwicklungsbank, der größten der regionalen Entwicklungsbanken. Zuvor arbeitete Birdsall 14 Jahre bei der Weltbank, zuletzt als Direktorin des Policy Research Department.
Birdsall ist Autorin, Ko-Autorin oder Herausgeberin von mehr als einem Dutzend Büchern und über 100 Artikeln in Fachzeitschriften und Monographien.
Sie hat zwei Töchter und einen Sohn.